# Bukovina (Szlovákia)
Bukovina (szlovákul Bukovina) falu Szlovákiában, a Zsolnai kerületben, a Liptószentmiklósi járásban. Bukovina, Dusany, Jánosháza (Jánošovce) és Várallya egyesülésével jött létre.

## Fekvése
Liptószentmiklóstól 13 km-re északnyugatra, a Chocs-hegység lábánál fekszik.

## Története
A falu a 13. században egy bükkerdő irtványán keletkezett, a Bukovinszky család birtoka volt. Első írásos említése 1297-ből származik, amikor „silva Nagbukovina” birtokát III. András király Nose fia Lászlónak adta. 1388-ban „Bokovina a. n. Stelistyge”, 1392-ben „Bakonia a. n. Seliche”, 1506-ban „Bukovina” néven szerepel az írott forrásokban. Itt, Liptó vára alatt vezetett el a liptói kereskedelmi út. 1784-ben 17 házában 88 lakos élt.
A 18. század végén Vályi András így ír róla: „BUKOVINA. Tót falu Liptó Vármegyében, birtokosai Bukovinszky Urak, fekszik a’ Malatini völgynek torkában, Sz. Máriahoz nem meszsze, mellynek filiája; ékesítik birtokos Urainak lakó helyei. E’ helység határjában vala hajdan Lipto Ó Vár, vagy Vasvár nevű erősség; de a’ mellynek már maradványai sintsenek. Határja középszerű.”
1828-ban 15 háza volt 159 lakossal, akik mezőgazdasággal és erdei munkákkal foglalkoztak. Az idők során Várallya, Jánosháza és Dusany települések olvadtak bele.
Fényes Elek 1851-ben kiadott geográfiai szótárában így ír a faluról: „Bukovina, tót falu, Liptó vgyében, 20 kath., 139 evang. lak. – Határja hegyes, sziklás, terméketlen. F. u. Belánszky.”
A 20. század elején nevét Liptóbakonyára magyarosították, de ez nem bizonyult maradandónak. A trianoni diktátumig Liptó vármegye Németlipcsei járásához tartozott.

### Dusany
Dusany vagy Dusán 1735-ben „Dussani” alakban bukkan fel, a Kubinyi család birtoka volt. A 18. században lakói főként fazekasságból éltek. 1784-ben 11 háza és 68 lakosa volt, mind zsellérek egy nemes kivételével.
A 18. század végén Vályi András így ír róla: „DUSÁJ. Tót falu Liptó Vármegyében, földes Ura Kubinyi Uraság, lakosai katolikusok, határja sovány termékenységű, fája elég mind a’ kétféle, legelője jó, harmadik Osztálybéli.”
1808-ban „Dussany cum Bukovina” néven említik. 1828-ban 9 házában 57 lakos élt.
Fényes Elek 1851-ben kiadott geográfiai szótárában így ír a faluról: „Dussan, Liptó m. tót falu, 12 k., 45 ev. lak. Bukovina mellett, mellytől egy patak választja el. F. u. Kubinyi.”
A 19. század közepén csatolták Bukovinához. Ma Bukovina északnyugati csücskét alkotja.

### Jánosháza
Jánosháza 1455-ben „Janusshaza” néven bukkan fel a forrásokban. 1519-ben „Janosfalwa” a neve. Több nemesi család birtoka volt. 1784-ben 9 házát 56-an lakták.
A 18. század végén Vályi András így ír róla: „JÁNOSHÁZA. Elegyes falu Liptó Várm. földes Urai több Uraságok, lakosai katolikusok, fekszik Szent Máriának szomszédságában, mellynek filiája, és földgye hozzá hasonlító.”
1828-ban 13 háza és 123 lakosa volt.
Fényes Elek 1851-ben kiadott geográfiai szótárában így ír a faluról: „Jánosháza, (Janosovec), tót falu, Liptó vmegyében: 7 kath., 116 evang. lak. F. u. Kiszely s m. t. Ut. p. Berthelenfalva.”
A 20. század elején csatolták Bukovinához. Ma Bukovina délkeleti végét alkotja.

### Várallya
Várallya 1273-ban „Varalia” néven tűnik fel először. A liptói óvár szolgálófaluja volt. A 14. században egyesült Bukovinával.
A 18. század végén Vályi András így ír róla: „*VÁRALLYA. Podzámek. Liptó Várm. földes Ura a’ Királyi Kamara, lakosai többfélék, határja középszerű.”
Fényes Elek 1851-ben kiadott geográfiai szótárában így ír a településről: „Váralja, kis nemes helység Liptó vmegyében, Szent Anna fiókja.”

## Népessége
| Év:            | 1994. | 2004.    | 2014.    | 2024.   |
| -------------- | ----- | -------- | -------- | ------- |
| Emberek száma: | 147   | 129      | 107      | 113     |
| Eltérés:       |       | -12,24 % | -17,05 % | +5,60 % |

| Év:            | 2023. | 2024.   |
| -------------- | ----- | ------- |
| Emberek száma: | 112   | 113     |
| Eltérés:       |       | +0,89 % |

1910-ben 172, túlnyomórészt szlovák lakosa volt.
2001-ben 132 lakosából 130 szlovák volt.
2011-ben 112 lakosából 109 szlovák.

## Nevezetességei
- Szent Róza plébániatemplom. 1808-ban alapítva.